# Gajno
Gajno (niem. Hermannsruh) – kolonia w Polsce położona w województwie zachodniopomorskim, w powiecie choszczeńskim, w gminie Bierzwnik. W latach 1975–1998 miejscowość administracyjnie należała do województwa gorzowskiego. W roku 2007 kolonia liczyła 36 mieszkańców. Miejscowość wchodzi w skład sołectwa Breń.

## Geografia
Kolonia leży ok. 1 km na zachód od Brenia.